# The Girl and the Game
The Girl and the Game foi um seriado estadunidense produzido em 1915, no gênero ação, com quinze capítulos, sob a direção de J. P. McGowan, e estrelando Helen Holmes no papel principal. O seriado foi produzido pela Signal Film Corporation, distribuído pela Mutual Film Corporation e veiculou nos cinemas estadunidenses de 27 de dezembro de 1915 a 4 de abril de 1916. Foi o primeiro seriado da Signal Film, que fora fundada por Samuel S. Hutchinson, J. P. McGowan (marido de Helen) e Helen Holmes, para que Helen pudesse produzir seus próprios seriados.
Este seriado é considerado perdido.

## Elenco
- Helen Holmes ... Helen
- Leo D. Maloney ... Paul Storm
- J. P. McGowan ... Spike
- Jim Farley  ... Amos Rhinelander (creditado como J.H. Farley)
- George A. McDaniel  ... Robert Segrue
- William Brunton
- A. Edward Sutherland

## Locações
As filmagens foram realizadas em Nevada, nos Estados Unidos da América.

## Capítulos

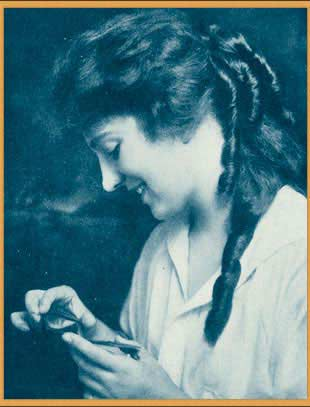
Helen Holmes, atriz e roteirista do filme.

1. Helen's Race with Death (27 de dezembro de 1915)
2. The WInning Jump (3 de janeiro de 1916)
3. A Life in Peril (10 de janeiro de 1916)
4. Helen's Perilous Escape (17 de janeiro de 1916)
5. The Fight at Signal Station (24 de janeiro de 1916)
6. Helen's Wild Ride (31 de janeiro de 1916)
7. Spike's Awakening (7 de fevereiro de 1916)
8. A Race for the Right-of-Way (14 de fevereiro de 1916)
9. A Close Call (21 de fevereiro de 1916)
10. A Dash Through Flames (28 de fevereiro de 1916)
11. The Salting of the Superstition Mine (7 de março de 1916)
12. Buried Alive (14 de março de 1916)
13. A Fight for a Fortune (21 de março de 1916)
14. Helen's Race Against Time (28 de março de 1916)
15. Driving the Last Spike (4 de abril de 1916)